# Андрій Віттенберг
Андрій Віттенберг (30 вересня 1965, Москва, СРСР) — радянський і французький хокеїст, нападник. Учасник 59-го чемпіонату світу.

## Спортивна кар'єра
Вихованець московського «Динамо». Чемпіон СРСР серед молодіжних команд 1984 року. Його партнерами у тому складі були Михайло Шталенков, Олексій Амелін, Андрій Вахрушев, Олег Марінін. 
Першою командою майстрів стало харківське «Динамо». Після трьох сезонів у першій лізі перейшов до ярославського «Торпедо», дебютанта елітного дивизіона радянського хокею. На початку 90-х років переїхав до Франції. У складах «Руана» і «Бреста» чотири рази ставав переможцем національної першості.
З 1994 року запрошувався до національної збірної Франції. Учасник чемпіонату свту 1995 року в Швеції (восьме місце) і турніру на приз газети «Известия» (1994).

## Досягнення
- Чемпіон Франції (4): 1992, 1993, 1996, 1997

## Статистика
Чемпіонат СРСР:
| Сезон   | Клуб             | Ліга  | Регулярний сезон | Регулярний сезон | Регулярний сезон | Регулярний сезон | Регулярний сезон | Перехідний турнір | Перехідний турнір | Перехідний турнір | Перехідний турнір | Перехідний турнір |
| Сезон   | Клуб             | Ліга  | І                | Г                | П                | О                | ШХ               | І                 | Г                 | П                 | О                 | ШХ                |
| ------- | ---------------- | ----- | ---------------- | ---------------- | ---------------- | ---------------- | ---------------- | ----------------- | ----------------- | ----------------- | ----------------- | ----------------- |
| 1984-85 | «Динамо»         | перша | 21               | 0                | 1                | 1                | 9                | —                 | —                 | —                 | —                 | —                 |
| 1985-86 | «Динамо»         | перша | 53               | 9                | 7                | 16               | 18               | —                 | —                 | —                 | —                 | —                 |
| 1986-87 | «Динамо»         | перша | 56               | 19               | 8                | 27               | 30               | —                 | —                 | —                 | —                 | —                 |
| 1987-88 | «Торпедо»        | вища  | 26               | 9                | 7                | 16               | 4                | 35                | 8                 | 4                 | 12                | 14                |
| 1988-89 | «Торпедо»        | вища  | 25               | 7                | 5                | 12               | 4                | 35                | 6                 | 7                 | 13                | 6                 |
| 1989-90 | «Торпедо»        | вища  | 11               | 1                | 1                | 2                | 2                | —                 | —                 | —                 | —                 | —                 |
|         | ШВСМ (Ярославль) | друга | 36               | 20               | 12               | 32               | 12               | —                 | —                 | —                 | —                 | —                 |

Чемпіонат Франції:
| Сезон   | Клуб    | Ліга | Регулярний сезон | Регулярний сезон | Регулярний сезон | Регулярний сезон | Регулярний сезон | Плей-оф | Плей-оф | Плей-оф | Плей-оф | Плей-оф |
| Сезон   | Клуб    | Ліга | І                | Г                | П                | О                | ШХ               | І       | Г       | П       | О       | ШХ      |
| ------- | ------- | ---- | ---------------- | ---------------- | ---------------- | ---------------- | ---------------- | ------- | ------- | ------- | ------- | ------- |
| 1991-92 | «Руан»  | вища | 30               | 14               | 14               | 28               | 8                | —       | —       | —       | —       | —       |
| 1992-93 | «Руан»  | вища | 29               | 19               | 19               | 38               | 8                | —       | —       | —       | —       | —       |
| 1993-94 | «Брест» | вища | 19               | 11               | 5                | 16               | 4                | 6       | 12      | 6       | 18      | 2       |
| 1994-95 | «Брест» | вища | 25               | 11               | 13               | 24               | 4                | 9       | 3       | 4       | 7       | 2       |
| 1995-96 | «Брест» | вища | 23               | 6                | 11               | 17               | 12               | 11      | 3       | 2       | 5       | 4       |
| 1996-97 | «Брест» | вища | 15               | 5                | 14               | 19               | 10               | —       | —       | —       | —       | —       |